# Joseph M. Baldacchino
Joseph Mary Baldacchino (ur. 16 września 1922 w Valletcie, zm. 21 czerwca 2006) – maltański polityk i wojskowy, parlamentarzysta, w 1987 spiker Izby Reprezentantów.

## Życiorys
W latach 1941–1966 służył jako zawodowy wojskowy w ramach Royal Army Ordnance Corps, korpusu wchodzącego w skład British Army. Zaangażował się w działalność polityczną w ramach Partii Pracy w miejscowości Gżira. W latach 1959–1962 był zastępcą sekretarza generalnego tego ugrupowania. W 1966, 1971 i 1976 uzyskiwał mandat posła do Izby Reprezentantów. W 1981 nie został ponownie wybrany, wszedł jednak w skład maltańskiego parlamentu w 1986 w miejsce zmarłego deputowanego. W latach 1976–1981 był zastępcą spikera, a od 1981 do 1987 przewodniczącym komisji zajmującej się sądownictwem. Od lutego do maja 1987 przewodniczył Izbie Reprezentantów.